# V382 Кіля
V382 Кіля — це жовтий гіпергігант в сузір'ї Кіля, зоря спектрального класу G з видимою зоряною величиною +3,93 і змінна зоря з низькою амплітудою.

## Змінність

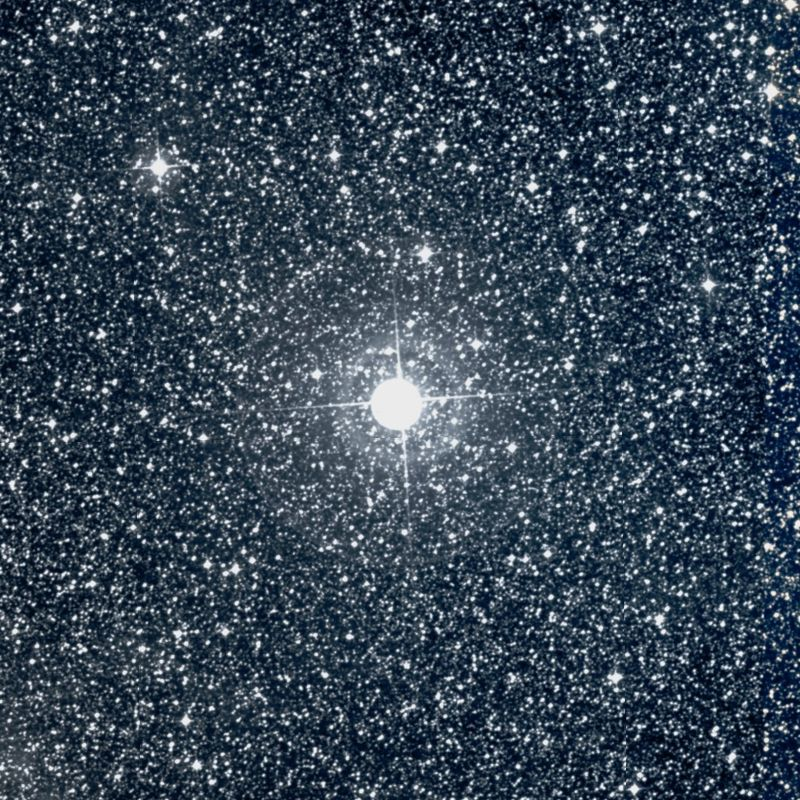
V382 Кіля

Досить давно відомо, що радіальна швидкість V382 Кіля є мінлива, але зміни в її яскравості були неясні. Змінність яскравості варіації були виявлені деякими спостерігачами, а інші вважали, що яскравість постійна. Зоря була офіційно визнана змінною в 1981 році і зазначена в Загальному каталозі змінних зір як можлива змінна типу δ Цефея. Вона була описана як псевдо-цефеїда, супергігант з пульсаціями, схожими на цефеїди, але менш регулярними. Аналіз фотометрії Гіппаркоса показали чітку змінність з максимальним діапазоном 0,12 зоряної величини і зорю вважали змінною типу α Лебедя. Було запропоновано термін змінності 556 днів, але це не зовсім відповідає фактичним даним. В даний час зоря переважно розглядається як напівправильний або нерегулярний надгігант.

## Характеристики
V382 Кіля є яскравим жовтим гіпергігантом в нічному небі, легко видимим неозброєним оком і яскравішим, ніж Ро Кассіопеї, але її не видно на більшій частині Північної півкулі. Вона розташована в 8 900 світлових років від Землі і в 700 разів перевищує розмір Сонця. Великий розмір означає, що V382 Кіля більш ніж у 300 000 яскравіша Сонця. Низький інфрачервоний надлишок дозволяє припустити, що V382 Кіля може бути на шляху охолодження до стадії червоного надгіганта, що є більш рідкісним, ніж розвиток жовтих гіпергігантів в напрямку більш гарячої температури.